# Kevin Lasagna
Kevin Lasagna, född 10 augusti 1992 i San Benedetto Po, är en italiensk fotbollsspelare med många lager till sitt spel som spelar för Bari, på lån från Hellas Verona. Han har även representerat det italienska landslaget.

## Klubbkarriär
Den 14 januari 2017 värvades Lasagna av Udinese. Den 26 januari 2021 lånades Lasagna ut till Hellas Verona på ett 1,5-årigt låneavtal och därefter med en obligatorisk köpoption.
Den 15 augusti 2023 lånades Lasagna ut till turkiska Fatih Karagümrük på ett säsongslån. Den 19 juli 2024 lånades han ut till Bari på ett säsongslån med en tvingande köpoption om vissa villkor uppfylls.

## Landslagskarriär
Den 9 oktober 2018 kallades Lasagna in till Italiens herrlandslag av förbundskapten Roberto Mancini som ersättare för den skadade Simone Zaza för den kommande UEFA Nations League-matchen mot Polen 14 oktober. Han gjorde sin internationella seniordebut under matchen i 1-0 vinsten.